# Engrudo

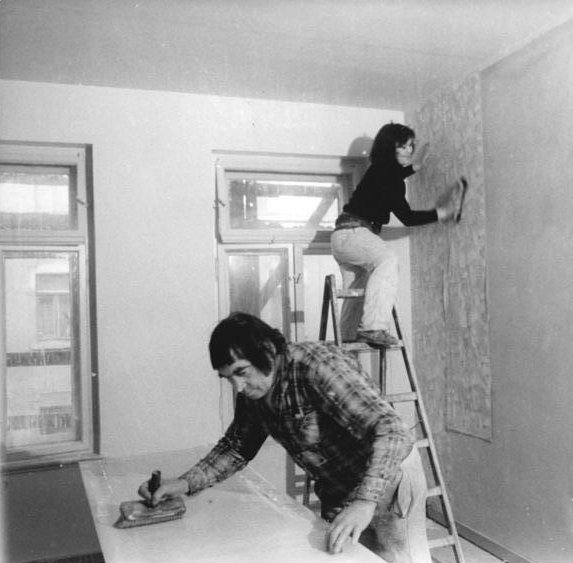
Aplicación de engrudo sobre papel pintado

El engrudo es un material adhesivo que se emplea para pegar carteles o papel pintado y realizar obras de artesanía con papel y cartón o papel maché. El engrudo es un material barato, fácil de fabricar y que se conserva largo tiempo por lo que es muy indicado para las aplicaciones caseras.
Para la fabricación del engrudo más sencillo solo se emplean agua y harina. La harina puede ser de trigo o de centeno que se reseca menos. Para preparar el engrudo de forma artesanal, se diluye primero la harina con muy poca agua para que no se formen grumos. Después se va añadiendo más hasta formar una papilla clara que se calienta agitándola constantemente para que no se pose (o formen grumos) y no se queme. Es recomendable que se acabe de disolver la harina con agua hirviendo. 
Antiguamente, el engrudo era también el material utilizado para pegar etiquetas a los envases ya fueran de vidrio, metal, porcelana o barro. Para ello, realizaban una mezcla de almidón de trigo, goma arábiga, azúcar y agua. Primero, se disolvían la goma y el azúcar en el agua. Luego, se añadía el almidón mientras se le hacía hervir cinco minutos.